# Rada Państwa (ChRL)
Rada Państwa ChRL (chiń. upr. 中华人民共和国国务院; chiń. trad. 中華人民共和國國務院; pinyin Zhōnghuá Rénmín Gònghéguó Guówùyuàn) – najwyższy organ władzy wykonawczej w Chińskiej Republice Ludowej. Zgodnie z art. 85 Konstytucji ChRL, Rada Państwa nosi także nazwę synonimiczną: Centralny Rząd Ludowy. Jest to oficjalna nazwa umieszczona na oficjalnej stronie Rady Państwa.
W jej skład wchodzą wicepremierzy, radcy stanu, ministrowie, przewodniczący komitetów, Kontroler Generalny oraz sekretarz. Przewodniczącym jest premier ChRL.
Premier wybierany jest przez OZPL na wniosek przewodniczącego ChRL, pozostali członkowie są wybierani przez OZPL na wniosek premiera.
Jest politycznie odpowiedzialna przed Ogólnochińskim Zgromadzeniem Przedstawicieli Ludowych, które może dokonywać zmian w jej składzie. Dymisja premiera nie oznacza dymisji całej Rady Państwa.
Kadencja Rady Państwa upływa jednocześnie z kadencją OZPL. Członkowie Rady Państwa mogą pełnić swoje funkcje najwyżej przez dwie kadencje.
W świetle konstytucji ChRL Rada Państwa posiada absolutną kontrolę nad administracją państwową i samorządową. Przysługuje jej także inicjatywa ustawodawcza.
Rada Państwowa odpowiada za opracowywanie planów społeczno-ekonomicznych oraz budżetu. Ma prawo do wprowadzenia stanu wyjątkowego i odpowiada za prowadzenie chińskiej polityki zagranicznej. Nie posiada jednak żadnych kompetencji w dziedzinie obronności.
Liczbę ministrów w Radzie Państwa określa każdorazowo OZPL.